# Cenoz
Cenoz (Zenotz en euskera) es un concejo y localidad española del municipio de Ulzama, perteneciente a la Comunidad Foral de Navarra.

## Toponimia
El lugar puede aparecer referido como «Cenoz», «Zenoz» y «Zenotz».

## Historia
Hacia mediados del siglo XIX, el lugar, ya por entonces perteneciente a Ulzama, tenía contabilizada una población de 69 habitantes. Aparece descrito en el decimosexto y último volumen del Diccionario geográfico-estadístico-histórico de España y sus posesiones de Ultramar de Pascual Madoz con las siguientes palabras:

ZENOZ: l. del valle y ayunt. de Ulzama, en la prov. y c. g. de Navarra, part. jud., aud. terr. y dióc. de Pamplona (3 1/2 leg.). sit. á ls márg. del r. Ulzama, en una llanura; clima frio y húmedo; tiene 13 casas, igl. parr. (la Asuncion), servida por un cura y un sacristan. El térm. confina N. Iraizoz; E. Elso; S. Guerendain, y O. Larrainzar. El terreno es de mediana calidad y le baña el espresado r. caminos: locales. El correo se recibe por el baligero del valle. prod.: trigo, maiz, habas y patatas; cria ganado lanar y vacuno; alguna caza y pesca. pobl.: 13 vec., 69 alm. riqueza con el valle. (V. Ulzama).
(Madoz, 1850, p. 667)

## Demografía
En 2023, la entidad singular de población tenía empadronados 45 habitantes y el núcleo de población, 40.
| Padrón correspondiente al año > | 2000 | 2002 | 2004 | 2006 | 2008 | 2010 | 2012 | 2014 | 2016 | 2018 |
| Cenoz                           | 33   | 32   | 37   | 37   | 36   | 44   | 47   | 49   | 49   | 54   |

## Patrimonio
Hay en el lugar una iglesia de la Asunción.